# Araeoderes
Araeoderes es un género de coleópteros de la familia Anthribidae.

## Especies
Contiene las siguientes especies:
- Araeoderes texanus Schaeffer, 1906